# Centrenergo
Centrenergo est une entreprise publique ukrainienne d'énergie faisant partie de l'indice PFTS, principal indice de la bourse de Kiev. C'est une filiale de la Compagnie d'Énergie d'Ukraine.

## Historique
L'entreprise exploite des centrales thermiques : Trypillya à Kyiv, Zmievska à Kharkiv et Vuhlehirska à Donetsk.